# Anders Båld den yngre
Anders Båld, född 1720, död 1780, var en svensk präst. Han var son till Anders Båld den äldre.

## Biografi
Båld blev filosofie magister i Uppsala 1746, och därefter kyrkoherde Enköping 1762, i Maria Magdalena församling i Stockholm 1766. Båld gjorde sig känd som en framstående predikant och mycket nitiskt kyrkoherde. Teologiskt följde han sin far i fotspåren och var en strängt ortodoxt protestantisk präst, som hårt bekämpade varje form av pietism inom kyrkan.